# Lappula granulata
Lappula granulata är en strävbladig växtart som först beskrevs av Porphyriy Nikitich Krylov, och fick sitt nu gällande namn av Mikhail Grigoríevič Popov. Lappula granulata ingår i släktet piggfrön, och familjen strävbladiga växter. Inga underarter finns listade i Catalogue of Life.